# Пападопулос, Тассос
Та́ссос (Евстафий) Никола́у Пападо́пулос (греч. Τάσσος Νικολάου Παπαδόπουλος; 7 января 1934, Никосия — 12 декабря 2008, Никосия) — кипрский политический деятель. Президент Кипра с 28 февраля 2003 года по 28 февраля 2008 года.
С конца 1950-х годов активист движения за независимость Кипра. После обретения независимости занимал значительное число государственных постов, включая министерские. В 2000 году был избран председателем Демократической партии. В феврале 2003 года выиграл президентские выборы у тогдашнего президента Глафкоса Клиридиса.
В 2004 году Пападопулос выступил против предложенного Генеральным секретарём ООН Кофи Аннаном плана кипрского урегулирования. Считается, что позиция президента стала одной из основных причин провала референдума по плану Аннана в греческой части острова.

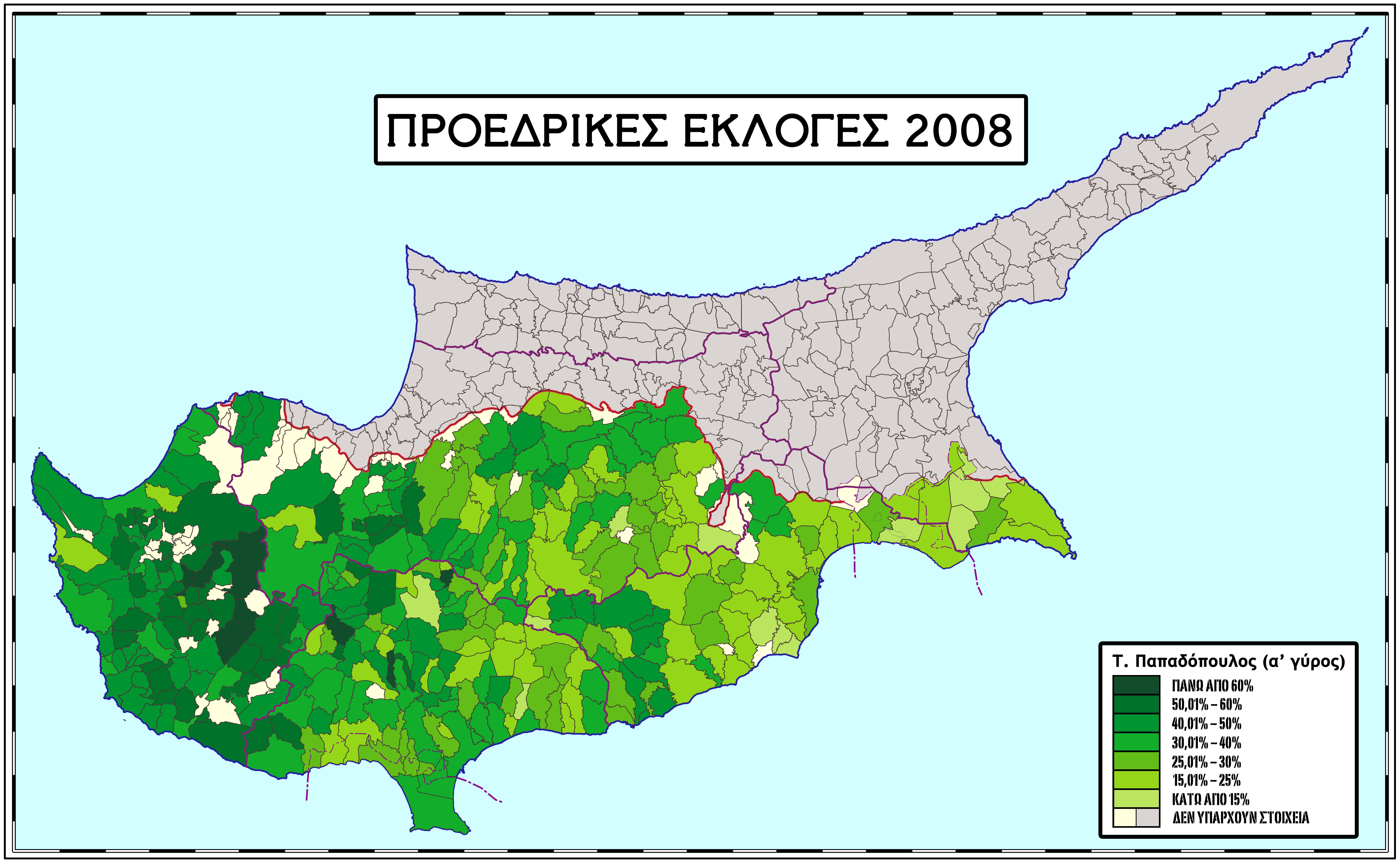
Результаты первого тура президентских выборов 2008 года в поддержку Пападопулоса

На президентских выборах в феврале 2008 года не смог выйти во второй тур голосования. Новым президентом страны был избран представитель левой партии — Прогрессивной партии трудового народа Кипра (АКЭЛ) Димитрис Христофиас.
11 декабря 2009 года, то есть год спустя после смерти Пападопулоса, неизвестные выкрали его тело из склепа. Мотивы преступления пока неизвестны.
Сын — Николас Пападопулос — глава Демократической партии Кипра.

## Награды
- Орден Короля Томислава (Хорватия)
- Орден Двойного белого креста 1 класса (Словакия)
- Орден Креста земли Марии на цепи (5 января 2004 года, Эстония)
- Орден Трёх звёзд I степени с цепью (29 мая 2007 года, Латвия)[7]